# Діокл Сиракузький
Діокл Сиракузький (дав.-гр. Διοκλῆς ὁ Συράκουσαι; V до н. е.) — політичний і військовий діяч, оратор, правник з давньогрецького міста-держави Сиракузи на острові Сицилія. Відомо тільки про певний період його життя протягом 413—408 років до н. е.
Діодор Сицилійський описував Діокла як знаменитого та шанованого оратора, який запропонував на наступний день після перемоги над афінянами в 413 році до н. е. покарання найбільшої тяжкості проти переможених — страти двох афінських воєначальників Демосфена і Нікія, засудження до рабства в кам'яних кар'єрах для афінських воїнів та долю з продажу в рабство для солдатів союзників Афін. Підсилена промовою Гіліппа, в якій він підкреслив, що така жорстка доля була призначена для сиракузців у випадку перемоги Афін, ця пропозиція була прийнята проти думок тих, хто підтримував помилування, і схвалена стратегом Гермократом. За словами Плутарха і Фукідіда, Гіліпп хотів вивести двох афінських воєначальників назад у Спарту як доказ свого власного військового успіху.
Після перемоги сиракузці, які брали активну участь у захисті міста, стали вимагати демократичних реформ, наслідуючи приклад політичній демократії в Афінах після перемоги в Саламінській битві афінського флоту, екіпаж якого головним чином складався з простого народу. Діокл вперше запровадив два заходи:
- Обмежувальний термін для роботи посадовців. Це обмеження тривалості перебування на посаді вже практикувалося в Афінах, згідно з Арістотелем є ознакою демократії.
- Висування групи експертів, відповідальних за складання законів. Будучи включеним у цю групу, Діоклес там зайняв чільне місце і керував групою настільки добре, що створені тоді закони носили його ім'я. Правосуддя та точність його системи покарань і винагород завоювали йому як повагу його співвітчизників, так і захоплення за межами Сиракуз, через що численні грецькі міста Сицилії прийняли і зберігали ці закони аж до настання панування Риму.

У 412 році до н. е. група експертів під головуванням Діокла створила закон, який серед іншого заборонив людям носити зброю в агорі під страхом смертної кари. Цей закон також став настільки популярним, що швидко поширився у законодавчій базі багатьох інших міста-держав Сицилії.
У 410 році до н. е. Гермократа вигнали із Сиракуз, тому історики вважають, що ця подія дала Діоклу безперечний контроль над містом.
У 409 році до н. е. Діокла було призначено командувати військом у 4000 вояків, щоб принести зняти облогу Гімери, яку облягли карфагеняни під орудою Ганнібала Магоніда, який висадився на Сицилії з іберійськими військами і виграв першу перемогу у битві при Селінунті. Після першої битви біля Гімери, сиракузька армія була змушена повернутися через побоювання нападу карфагенян на Сиракузи.
У 408 році до н. е. Гермократ повернувся на Сицилію і мав певні військові успіхи проти карфагенян, змінивши громадську думку сиракузців проти Діокла. Відомо, що самого Діокла було відправлено у вигнання з Сиракуз того ж року. Вважається, що він помер незабаром після цього, а його смерть обросла красивими непідтвердженими легендами.